# 唐·斯科特 (拳击运动员)
唐纳德·爱默生·斯科特（英語：Donald Emerson Scott，1928年7月23日—2013年2月13日），简称唐·斯科特（Don Scott），生于德比，英国前男子拳击运动员。他曾代表英国参加1948年夏季奥林匹克运动会拳击比赛，获得男子轻重量级银牌。